# سيلفستر ليفورت
توماس لا روفا (بالفرنسية: Tom La Ruffa)‏ (ولد في 1 مايو 1984), مصارع فرنسي محترف يصارع في اتحاد الدبليو دبليو أي تحت اسم سيلفستر ليفورت في عرض ان اكس تي.

## مسيرته في المصارعة
تدرب روفا على يد المصارع الكندي لانس ستورم وانها التدريب في عام 2006 , وكان أول ظهور له في اتحاد مصارعة منطقة القوة الكندية بيوم 19 نوفمبر 2006 وخسر مباراة 

و في يوم 31 يناير 2007 لاروفا ظهر أول مرة في اتحاد انترناشينال كاتش ريسلنغ الاينس في جزيرة فرنسية في المحيط الهندي اثناء أحد الرحلات وشكل تحالف مع المصارع بيرير فونتايني وخسروا مباراة فرق، وو بعدها شكل تحالف مع روبرت راي للمشاركة ببطولة الفرق ولكنهما خسرا ضد بيج دايف وتشارلي رايج، وخسر أيضا ضد المصارع بولك، وصارع باتحادت أخرى مثل شمال أمريكا ونجم المصارعة في بقية أعوام 2008 حتى 2012.

## الدبليو دبليو أي (2012 - حتى الآن)
في نوفمبر 2011 صارع لاروفا في عرض سماك داوون بمصارع بدون اسم إلى جانب كل من اندي باكر وزاك زودج وشاركو في مباراة عدم تكافؤ ضد بيج شو، وأغسطس 2012 أعلنت الدبليو دبليو أي أنه أصبح مصارع في عرض ان اكس تي وأعطوه اسم سيلفستر ليفورت، وظهر أول مرة بيوم 29 مايو 2013 عندما ادار مصارعين كاريت دالان وسكوت داوسون، في مباراة فرق ضد بارون كوربن وترافيس تايلور، إلى ان خسرا ضد كوري جريفز وكيسوس أونو، وبعدها أنتهى عقد دالان ولكن بقي ليفورت يدير داوسون، وايضا بداء يدير أعمال ألكسندر روسيف، واصبحا فريقا وفازا على إينزو آموري وكولن كاسادس، ولكن بعد المباراة انقلب روسيف على ليفورت وضهرت مديرته الجديدة لانا، وبعدها خسر ليفورت ضد روسيف في مباراة فردية، واصيب داوسون، وأصبح ليفورت بمفرده ودخل في سلسلة مبارايات وخسر ضد مايسون ريان في بداية 2014 

و في 8 مايو 2014 شكل ليفورت فريق مع ماركوس لويس ودخلا في عداء مع إينزو آموري وكولن كاسادي، وتواجه كل من ليفورت وآموري في مباراة شعر ضد شعر في عرض ان اكس تي تيك اوفر: فيتل فور وي، وخسر ليفورت ولكن لم يحلق شعره اذ هرب بعيدا ليتم حلق شعر زميله ماركوس لويس، وفي الاسابيع الأخرى حاول ليفورت الانتقام من آموري وكاسادس، وفي يوم 16 أكتوبر في عرض ان اكس تي قام ماركوس لويس وانقلب على ليفورت خلال مباراة فرق، ولم يظهر ليفورت بعدها على شاشة التلفاز مرة أخرى.

## في المصارعة
مصارعون أدارهم
- جاريت دالان
- ماركوس لويس
- سكوت داوسون
- الكسندر روسيف

الحركة القاضية
- سوبر كيك
- كولتر باور بومب

## البطولات والإنجازات
أول ستار ريسلنغ
- بطولة العالم للوزن الثقيل (مرة واحدة)

برو ريسلنغ ايلوستراتيد
- صنفته الPWI في المركز 318# من اصل 500 مصارع في عام 2014

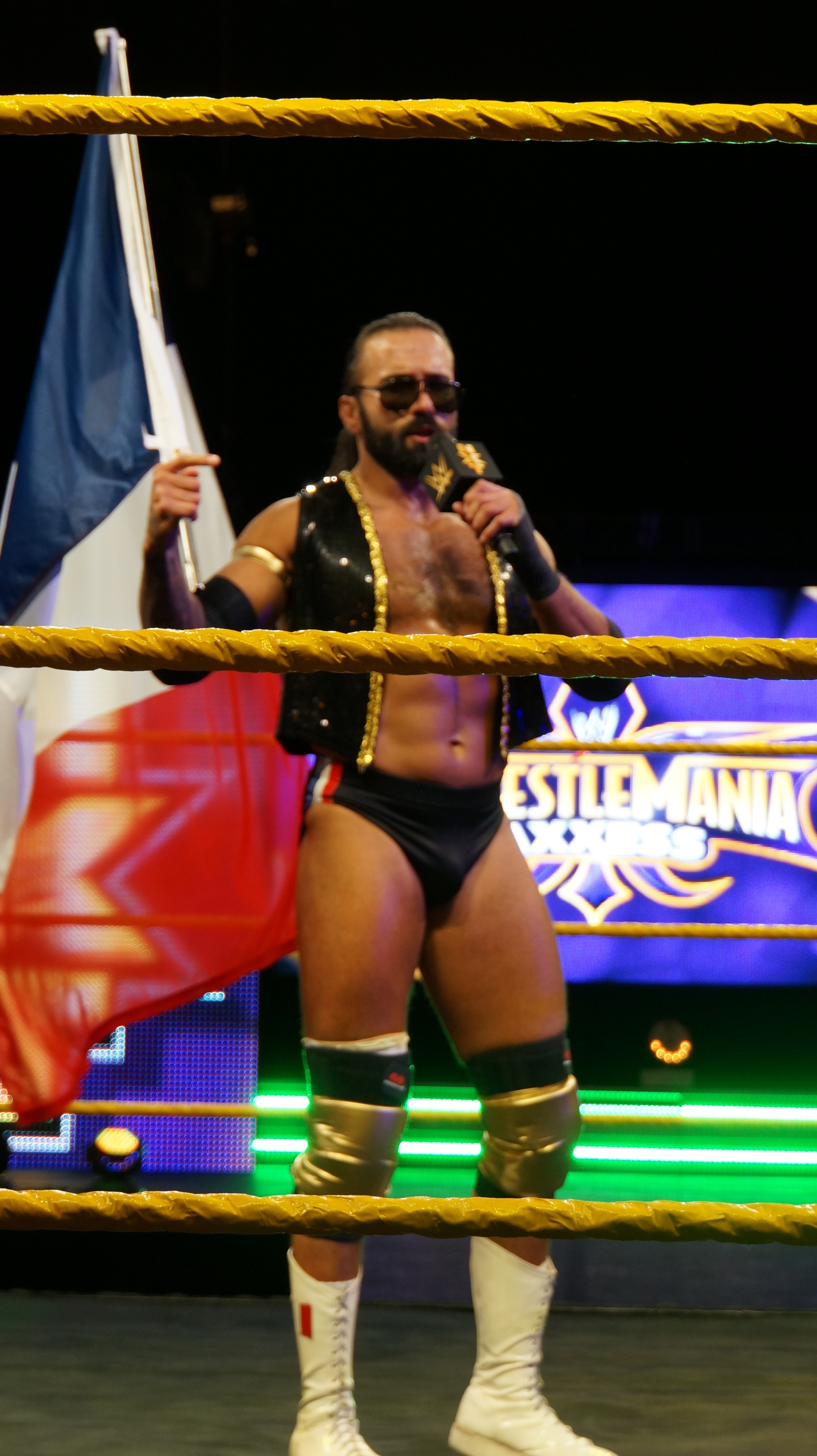
سيلفستر ليفورت في ابريل 2014

## روابط خارجية
- سيلفستر ليفورت على موقع IMDb (الإنجليزية)
- سيلفستر ليفورت على موقع قاعدة بيانات الفيلم (الإنجليزية)
- سيلفستر ليفورت على موقع WrestlingData.com (الإنجليزية)
- سيلفستر ليفورت على موقع CageMatch worker (الإنجليزية)
- سيلفستر ليفورت على موقع قاعدة بيانات المصارعة على الإنترنت (الإنجليزية)
- سيلفستر ليفورت على موقع عالم المصارعة على الإنترنت (الإنجليزية)
- سيلفستر ليفورت على موقع عالم المصارعة على الإنترنت (الإنجليزية)